# جیمی گیلیس
جیمی گیلیس (انگلیسی: Jamie Gillis؛ زاده ۲۰ آوریل ۱۹۴۳ درگذشته ۱۹ فوریهٔ ۲۰۱۰) یک بازیگر پورنوگرافی اهل ایالات متحده آمریکا بود.